# Батальное
Бата́льное (до 1945 года Арма́-Эли́, ранее Агырма́к-Эли́; укр. Батальне, крымскотат. Arma Eli, Арма Эли) — село в Ленинском районе (Автономной) Республики Крым, центр Батальненского сельского поселения (Батальненского сельского совета).

## Население
| 2001 | 2014  |
| ---- | ----- |
| 1476 | ↘1275 |

Всеукраинская перепись 2001 года показала следующее распределение по носителям языка
| Язык             | Процент |
| ---------------- | ------- |
| русский          | 64.57   |
| крымскотатарский | 23.85   |
| украинский       | 8.67    |
| другие           | 1.09    |

### Динамика численности
| - 1805 год — 166 чел. - 1849 год — 171 чел. - 1864 год — 59 чел. - 1889 год — 174 чел. - 1892 год — 148 чел. - 1902 год — 161 чел. - 1915 год — 0/329 чел. | - 1926 год — 274 чел. - 1939 год — 330 чел. - 1974 год — 1592 чел. - 1989 год — 980 чел. - 2001 год — 1476 чел. - 2009 год — 1369 чел. - 2014 год — 1275 чел. |

## Современное состояние
На 2017 год в Батальном числится 11 улиц; на 2009 год, по данным сельсовета, село занимало площадь 166,6 гектара на которой, в 453 дворах, проживало 1369 человек. В селе действуют средняя общеобразовательная школа и детский сад «Журавлик», сельский Дом культуры, библиотека, отделение Почты России. Батальное связано автобусным сообщением с райцентром, городами Крыма и соседними населёнными пунктами. В центре села устроен мемориал, посвящённый воинам, погибшим в сражениях Гражданской и Отечественной войны, постановлением Совета министров Республики Крым № 627 от 20 декабря 2016 года отнесённый к категории объектов культурно-исторического наследия России.

## География
Расположено в западной части Керченского полуострова, у истоков маловодной речки Песчаная, высота центра села над уровнем моря 57 м. Расстояние до райцентра около 18 километраов (по шоссе), ближайшая железнодорожная станция — Семисотка (на линии Джанкой — Керчь) — примерно в 9 километрах. Транспортное сообщение осуществляется по федеральной трассе Таврида (ранее — по региональной автодороге 35А-001 Армянск — Джанкой — Феодосия — Керчь (по украинской классификации — М-17)).

## История
Первое упоминание деревни Юзмак встречается в «Книге путешествий» Эвлии Челеби под 1667 годом.
В следующем документе селение встречается в Камеральном Описании Крыма… 1784 года, судя по которому, в последний период Крымского ханства Агырмак Эли входил в Арабатский кадылык Кефинского каймаканства. После присоединения Крыма к России (8) 19 апреля 1783 года, (8) 19 февраля 1784 года, именным указом Екатерины II сенату, на территории бывшего Крымского Ханства была образована Таврическая область и деревня была приписана к Левкопольскому, а после ликвидации в 1787 году Левкопольского — к Феодосийскому уезду Таврической области. После Павловских реформ, с 1796 по 1802 год, входила в Акмечетский уезд Новороссийской губернии. По новому административному делению, после создания 8 (20) октября 1802 года Таврической губернии, Арма-Эли был включён в состав Парпачской волости Феодосийского уезда.
По Ведомости о числе селений, названиях оных, в них дворов… состоящих в Феодосийском уезде от 14 октября 1805 года, в деревне Аргамак-Эли числилось 30 дворов и 166 жителей. На военно-топографической карте генерал-майора Мухина 1817 года деревня Агерман эли обозначена с 30 дворами. После реформы волостного деления 1829 года Агерман Эри, согласно «Ведомости о казённых волостях Таврической губернии 1829 года», определили центром Агерманской волости (переименованной из Парпачской). На карте 1836 года в деревне Агермак-Эли 34 двора, как и на карте 1842 года, а, согласно «Военно-статистическому обозрению Российской Империи» за 1849 год в Арма-Эли был 171 житель.
В 1860-х годах, после земской реформы Александра II, деревню определили центром Арма-Элинской волости. Согласно «Списку населённых мест Таврической губернии по сведениям 1864 года», составленному по результатам VIII ревизии 1864 года, Арма-Эли — владельческая татарская деревня с 12 дворами, 59 жителями, мечетью и сельской почтовой станцией при колодцах. По обследованиям профессора А. Н. Козловского начала 1860-х годов, в селении «все без исключения колодцы с весьма солёною водою, годною лишь для животных. Людьми же в пищу не употребляется». На трёхверстовой карте Шуберта 1865—1876 года в деревне Аргемак-Эли обозначено 12 дворов.
По «Памятной книге Таврической губернии 1889 года», по результатам Х ревизии 1887 года, в деревне Арма-Эли, уже Владиславской волости, числилось 37 дворов и 174 жителя. По «…Памятной книжке Таврической губернии на 1892 год» в деревне Арма-Эли, входившей в Арма-Элинское сельское общество, числилось 15 жителей в 2 домохозяйствах, а в не входившем в сельское общество Арма-Эли — 135 безземельных.
После земской реформы 1890-х годов деревня осталась в составе преобразованной Владиславской волости. На верстовой карте Крыма 1896 года в селении обозначено 47 дворов с татарским населением. По «…Памятной книжке Таврической губернии на 1902 год» в деревне Арма-Эли числился 161 житель в 2 домохозяйствах. На 1902 год в деревне работал фельдшер. На 1914 год в селении действовало земское училище. По Статистическому справочнику Таврической губернии. Ч.II-я. Статистический очерк, выпуск пятый Феодосийский уезд, 1915 год, в деревне и экономии Арма-Эли Владиславской волости Феодосийского уезда числился 21 двор (все дворы безземельные) с населением в количестве 329 человек «посторонних» жителей, из которых 163 мужчин и 166 женщин. Жители землёй не владели, но за селением числилось 480 десятин земли. В хозяйствах имелось 120 лошадей, 110 волов, 40 коров и 1000 голов овец, свиней, или коз.
В апреле—июне 1919 года, входе Гражданской войны, на Акмонайских позициях в районе села Арма-Эли, шли ожесточенные бои Красной Армии с деникинцами, в которых погибли и были захоронены в братской могиле в селе бойцы Красной Армии.

После установления в Крыму Советской власти, по постановлению Крымревкома от 8 января 1921 года была упразднена волостная система и село вошло в состав вновь созданного Владиславовского района Феодосийского уезда, а в 1922 году уезды получили название округов. 11 октября 1923 года, согласно постановлению ВЦИК, в административное деление Крымской АССР были внесены изменения, в результате которых округа ликвидировались и Владиславовский район стал самостоятельной административной единицей. Декретом ВЦИК от 04 сентября 1924 года «Об упразднении некоторых районов Автономной Крымской С. С. Р.» в октябре 1924 года район был преобразован в Феодосийский и село включили в его состав. Вот как описывал в 1925 году жизнь села исследователь Иван Иванович Пузанов:
Миновав деревню Арма-эли, мы нашли здесь "водяной голод" в его крайнем выражении. У жителей не было ни ставка, ни колодцев, и воду им приходилось возить из того же далекого ставка или же заготовлять своеобразным способом: вырывается крытый соломой погреб, разделенный на два этажа решетчатыми нарами, устланными соломой. На эту солому зимой наваливается снег, который летом тает, причем вода стекает в подставленные под настил бочки. Вода эта имеет отвратительный привкус гнилой соломы и почти неприемлема для новичка.
Согласно Списку населённых пунктов Крымской АССР по Всесоюзной переписи 17 декабря 1926 года, в селе Арма-Эли, центре Арма-Элинского сельсовета (в коем статусе село пребывает всю дальнейшую историю) Феодосийского района, имелось 69 дворов, из них 61 крестьянский, население составляло 274 человека (132 мужчины и 142 женщины). В национальном отношении учтено: 155 татар, 99 русских, 5 украинцев, 3 белорусса, 12 записаны в графе «прочие», действовала татарская школа. Постановлением ВЦИК «О реорганизации сети районов Крымской АССР» от 30 октября 1930 года (по другим сведениям 15 сентября 1931 года) Феодосийский район упразднили и село включили в состав Ленинского. По данным всесоюзная перепись населения 1939 года в селе проживало 330 человек.
Во время Отечественной войны на фронтах сражались 37 жителей села, 7 из них погибли в боях. В апреле 1944 года, при освобождении села, погибло 200 воинов из 832-го артиллерийского полка, 398-й и 157-й стрелковых дивизий 44-й армии. Погибших захоронили в братской могиле в селе.

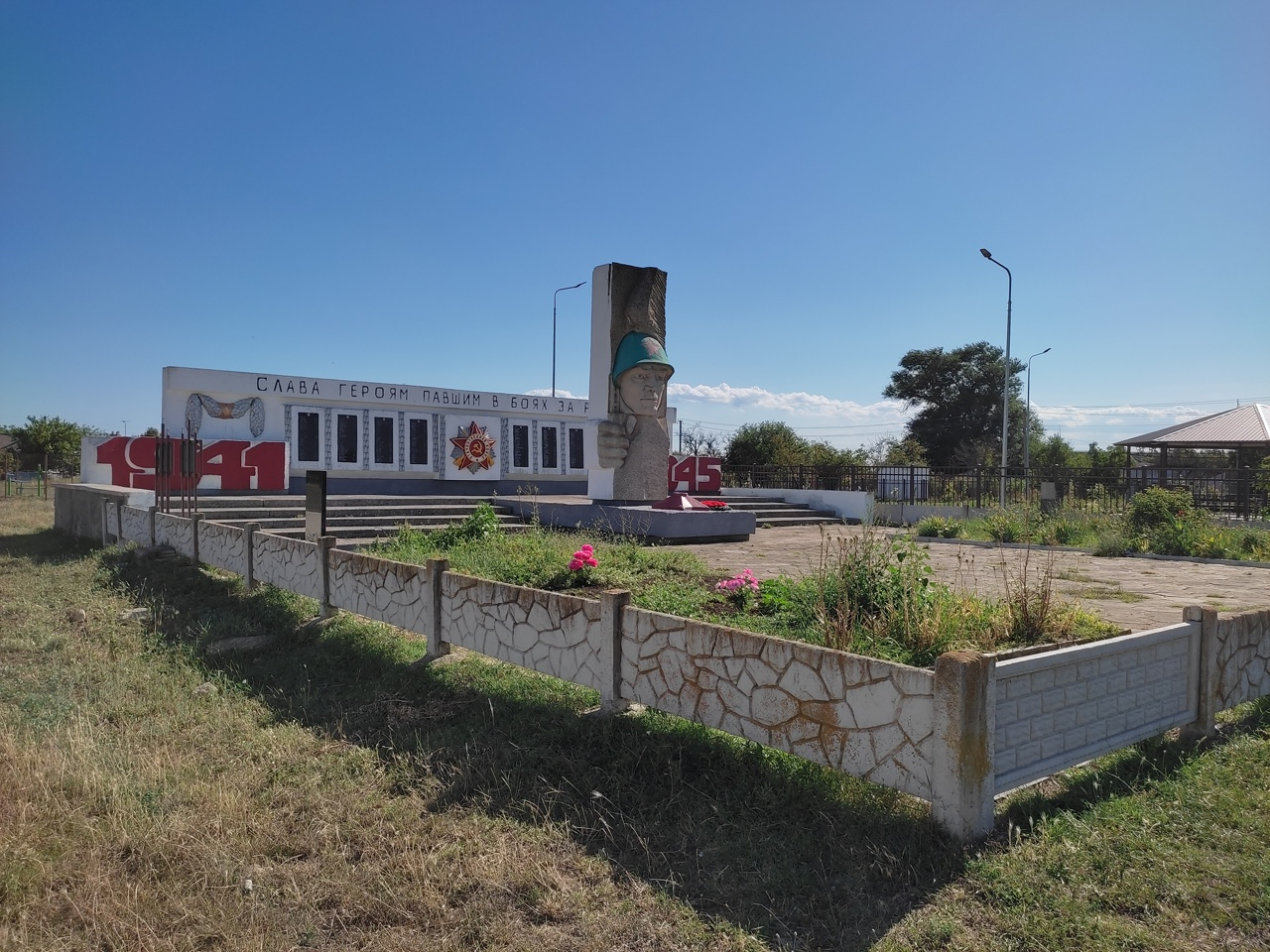
Братская могила советских воинов.

Указом Президиума Верховного Совета РСФСР от 21 августа 1945 года Арма-Эли был переименован в Батальное и Арма-Элинский сельсовет — в Батальновский. С 25 июня 1946 года Батальное в составе Крымской области РСФСР, а 26 апреля 1954 года Крымская область была передана из состава РСФСР в состав УССР. С 12 февраля 1991 года село в восстановленной Крымской АССР, 26 февраля 1992 года переименованной в Автономную Республику Крым. По данным переписи 1989 года в селе проживало 980 человек. С 21 марта 2014 года в составе Крыма аннексировано Россией.